# Hansjürgen Stautmeister
Hansjürgen Stautmeister (* 15. Dezember 1934 in Ludwigslust; † 9. Februar 2006 ebenda) war ein deutscher Gärtner und Musikerzieher.

## Leben
Wie vom Vater gewünscht, erlernte Hansjürgen Stautmeister zunächst den Beruf des Gärtners. Nachdem er 1959 die Meisterprüfung abgelegt hatte, war er sechs Jahre als Landschaftsgestalter in Rostock tätig.
Zugleich besuchte er das Konservatorium Rudolf Wagner-Régeny Rostock, um sich im Fach Klavier und als Bläser weiterzubilden. 1965 wurde diese Ausbildung abgeschlossen. Mit seiner Frau und inzwischen drei Töchtern kehrte er nach Ludwigslust zurück. An der dortigen Musikschule übernahm er eine Anstellung als Bläserlehrer. Er vervollkommnete seine Fähigkeiten durch einen pädagogischen Abschluss in Schwerin und ein kombiniertes Ferndirektstudium an der Pädagogischen Hochschule Zwickau, Zweigstelle Ost-Berlin. Als Diplom-Musikerzieher fand er eine langjährige Anstellung als Musiklehrer in Kummer bei Ludwigslust. In jener Zeit leitete er auch den Bläserchor der Landeskirchlichen Gemeinschaft, in dem er junge Bläser ausbildete. 
Zum 1. August 1981 wurde er als Landesposaunenwart berufen. Er besuchte viele Chöre und richtete zahlreiche Kreisposaunenfeste und alle drei bis fünf Jahre Landesposaunenfeste aus. Unterstützt von seiner Frau, organisierte und leitete er in jedem Jahr vier bis sechs Anfängerrüsten. Zur Tradition wurde eine alljährliche Fahrradrüste mit jungen Bläsern. Es gab Familienrüsten, die nach 1989 zum Teil im Ausland stattfanden. Als fester Auswahlchor bestand der Bläserkreis Pritzier, mit dem Stautmeister vor allem in mecklenburgischen Dörfern auftrat. Nach über 17-jährigem Wirken als Landesposaunenwart trat er in den Ruhestand. In einem feierlichen Gottesdienst im Güstrower Dom am 28. Dezember 1997 wurden er und seine Frau von vielen Bläsern aus dem Dienst verabschiedet.